# Gonzalo Menéndez-Pidal
Gonzalo Menéndez-Pidal y Goyri (Madrid, 12 de abril de 1911-Madrid, 11 de diciembre de 2008) fue un historiador español, académico de la Real Academia de la Historia.

## Biografía
Gonzalo Menéndez-Pidal y Goyri nació  el 12 de abril de 1911 en Madrid. Fue hijo de Ramón Menéndez Pidal y de María Goyri, y hermano de Jimena Menéndez-Pidal. Se casó con Elisa Bernis y Madrazo en 1936.
Estudió en Alemania en 1926. Se licenció en la carrera de Historia en la Universidad de Madrid y se doctoró con una tesis titulada Mozárabes y asturianos en la cultura de la Alta Edad Media reflejada en sus bibliotecas. Su actividad investigadora e intereses se centraron en la cartografía histórica y la historia real. En su obra sobresalen títulos como Los caminos en la historia de España (1952), La España del siglo XIII o Hacia una nueva imagen del mundo. Elegido académico de la Real Academia de la Historia el 25 de noviembre de 1955 con la medalla n.º 19, ocupó el cargo desde su toma de posesión el 29 de junio de 1958 hasta su muerte.
Desarrolló también una extensa carrera como documentalista cinematográfico, realizando más de 200 documentales, de muy variada temática, entre los que destacó ‘’Hijos de 1868’’, que refleja una visión de la historia de España desde la Guerra de la Independencia a la Guerra Civil.
Se interesó también por la música tradicional, desarrollando un importante archivo. Público dos atlas históricos.
Falleció en Madrid el 11 de diciembre de 2008 a la edad de 97 años.